# Michelle Buckingham
Michelle Therèse Buckingham (ur. 1 września 1968 w Los Angeles) – kanadyjska judoczka. Trzykrotna olimpijka. Zajęła dwudzieste miejsce w Barcelonie 1992, trzynaste w Atlancie 1996 i odpadła w eliminacjach w Sydney 2000. Walczyła w wadze półśredniej i lekkiej.
Piąta na mistrzostwach świata w 1997; siódma w 1995; uczestniczka zawodów w 1993, 2001, 2003 i 2005. Startowała w Pucharze Świata w latach 1992, 1993, 1995-1997 i 2000-2004. Srebrna medalistka igrzysk panamerykańskich w 1995; piąta w 2003. Zdobyła osiem medali na mistrzostwach panamerykańskich w latach 1990 - 2005. Druga na igrzyskach frankofońskich w 1994 i trzecia w 2001. Jedenastokrotna medalistka mistrzostw Kanady w latach 1990-2004.

## Letnie Igrzyska Olimpijskie 1992
| Konkurencja | Eliminacje             | Klas. końcowa |
| Konkurencja | Przeciwnik I           | Miejsce       |
| ----------- | ---------------------- | ------------- |
| 61 kg       | Ileana Beltrán (CUB) P | 20.           |

## Letnie Igrzyska Olimpijskie 1996
| Konkurencja | Eliminacje        | Repasaże               | Klas. końcowa |
| Konkurencja | Przeciwnik I      | Przeciwnik I           | Miejsce       |
| ----------- | ----------------- | ---------------------- | ------------- |
| 61 kg       | Jenny Gal (NED) P | Ileana Beltrán (CUB) P | 13.           |

## Letnie Igrzyska Olimpijskie 2000
| Konkurencja | Eliminacje             | Klas. końcowa |
| Konkurencja | Przeciwnik I           | Miejsce       |
| ----------- | ---------------------- | ------------- |
| 57 kg       | Tânia Ferreira (BRA) P | I runda.      |